# Бібліотека імені Максима Рильського (Київ)
Бібліотека ім. М. Т. Рильського (Київ) Голосіївського району м.Києва.

## Адреса
03028 м. Київ, вул. Велика Китаївська, 83

## Характеристика
Площа приміщення бібліотеки — 350 м², книжковий фонд — 43,5 тис. примірників. Щорічно обслуговує 4,5 тис. користувачів, кількість відвідувань за рік — 31,0 тис., книговидач — 106,0 тис. примірників

## Історія бібліотеки
Засновано бібліотеку у 1953 році.
Тут зібрано багато цікавих публікацій та ілюстративного матеріалу про М. Т. Рильського.
Учні шкіл займаються в театральному гуртку при бібліотеці, вистави якого є популярними серед користувачів бібліотеки та жителів мікрорайону.
Колектив бібліотеки активно співпрацює з Радою ветеранів району, організаціями, що опікуються людьми з обмеженими фізичними можливостями.

## До послуг користувачів
- обслуговування в читальній  залі;
- доступ до інформаційних ресурсів через мережу Інтернет;
- доступ до електронного каталогу;
- консультативна допомога бібліографа;
- тематичні бібліографічні ресурси з актуальних питань;
- віртуальні презентації;
- творчі акції, зустрічі з цікавими людьми;
- дні інформації, презентації, бібліографічні огляди тощо.